# Franck Goddio
Franck Goddio (né le 12 août 1947) est un archéologue sous-marin français connu pour avoir découvert en 2000 la cité sous-marine de Thônis-Héracleion en baie d'Aboukir, à 6,5 km de la côte égyptienne. Il dirige également les fouilles sur le site submergé de Canope, et celles du port antique d'Alexandrie.
Goddio a également découvert plusieurs jonques et navires dans les eaux des Philippines, notamment le galion espagnol le San Diego, ou le navire de la Compagnie anglaise des Indes Royal Captain.

## Biographie
Franck Goddio naît en 1947. Il est le petit-fils d'Éric de Bisschop, navigateur célèbre pour son exploration du Pacifique.
Diplômé de l'École nationale de la statistique et de l'administration économique (ENSAE), il est conseiller dans les domaines de l'économie et des finances en Asie pour le compte des Nations Unies puis au titre des Affaires étrangères françaises et en Arabie saoudite (Fonds de développement).
À partir de 1985, il se consacre à l'archéologie sous-marine et entreprend ses premières missions aux Philippines. Il fonde en 1987 l'Institut européen d'archéologie sous-marine (IEASM), ayant pour mission de rechercher des épaves, d’en assurer la fouille, la restauration, les études et publications scientifiques ainsi que la divulgation au public par des ouvrages, des films et des expositions. L'IEASM adhère aux normes de la convention 2001 de l'Unesco sur la protection du patrimoine culturel subaquatique.
En 1994, une exposition à la Grande halle de La Villette à Paris est consacrée aux vestiges du San Diego, galion espagnol coulé en 1600. L'exposition présente au public le travail d'équipe qui a permis de l'explorer – équipe composée d’archivistes, ingénieurs, plongeurs, archéologues, scientifiques, dessinateurs, photographes et cinéastes.
En 2003, Goddio cofonde l’Oxford Centre for Maritime Archaeology (OCMA), rattaché à l’université d'Oxford. L'école d'archéologie d'Oxford lui décerne, début 2009, le titre de Senior visiting Lecturer.
En 2006, il est commissaire de l'exposition itinérante « Trésors engloutis d’Égypte ». Après leur rapatriement en Égypte, une partie des objets ont de nouveau été réunis pour former l'exposition « Cleopatra, The Search for the Last Queen of Egypt » pour une tournée aux États-Unis . En 2015, il est commissaire une nouvelle exposition itinérante « Osiris, Mystères engloutis d'Égypte». En 2018 il est nommé professeur invité en archéologie maritime à l'université d'Oxford. Parallèlement, il poursuit les fouilles en Égypte en baie d'Aboukir et à Alexandrie ainsi qu'aux Philippines.

## Distinctions
- Chevalier de la Légion d'honneur (30 janvier 2008)[7]
- Chevalier de l'ordre national du Mérite

## Recherches et fouilles archéologiques

### Sites et villes submergées

#### Port oriental d'Alexandrie
À partir de 1992, Franck Goddio engage avec le Conseil suprême des Antiquités égyptiennes (CSA) un vaste projet archéologique ayant pour but la cartographie du port Est d’Alexandrie.
- 1996 : Une carte des vestiges archéologiques sous-marins dans le port oriental est établie. Les fouilles ont mis au jour l’île d’Antirhodos, le port royal des galères et la péninsule du Poseidium formant les quartiers royaux.
- 2001: La nouvelle carte du Portus Magnus est présentée au British Museum dans le cadre de l'exposition « Cleopatra of Egypt, from History to Myth ».
- En 2020, il poursuit des fouilles, des études scientifiques et publications[8].

#### Baie d'Aboukir
À partir de 1998 : mise en œuvre de la stratégie de prospection géophysique au large d'Aboukir et cartographie des fonds de la baie.
- 1999 : fouilles sur le site submergé de Canope.
- 2000 : découverte de la ville portuaire Thônis-Héracléion à 6,5 km en mer dont l'histoire n'avait gardé que quelques mentions épigraphiques.
- À ce jour : poursuite des fouilles sur les sites de Canope et de Thônis-Héracléion. Finalisation de l’étude topographique de la ville et publications[8].

### Jonques et navires
- 1985 :  jonque du récif Royal Captain Shoal, céramiques datant de l’époque de la dynastie Ming (fin XVIe siècle), côte ouest de l’île de Palawan, Philippines.
- 1986 – 1988 : recherche et fouille du Griffin, vaisseau de la Compagnie anglaise des Indes orientales au sud de l’île Mindanao (XVIIIe siècle), Philippines.
- 1987 – 1990 : recherche et fouille du San Jose, un vaisseau espagnol (XVIIe siècle), Philippines
- 1988 : sondage des vestiges du Nuestra Señora de la Vida, un vaisseau espagnol (XVIIe siècle), Philippines.
- 1989 : repérage du Saõ Bartolomeo, un vaisseau portugais coulé en 1627 près des côtes françaises.
- 1990 : recherche et fouille de la jonque Investigator, période de la dynastie Song, (XIIIe siècle) au sud-ouest de l’Île de Palawan, Philippines.
- 1991 : recherche et fouille de la jonque Breaker, période de la dynastie Song, (XIe siècle), sur la côte ouest de l’île de Palawan, Philippines.
- 1990 – 1994 : recherche et fouille du San Diego, galion espagnol coulé le 14 décembre 1600, au large de l’île de Fortune aux Philippines.
- 1995 – 1996 : découverte et fouille de la jonque San Isidro, période de la dynastie des Ming (vers 1510) près de l’île de Luçon, Philippines.
- 1997 : découverte et fouille de la jonque Lena  (vers 1490) en face de l’île de Busuanga, Philippines.
- 1998 – 1999 : fouilles archéologiques des vestiges de la flotte de Bonaparte : L’Orient, la Sérieuse, l’Artémise coulés  le 1er août 1799 à la bataille d'Aboukir, Égypte.
- 1999 : fouille exceptionnelle par plus de 350 m de profondeur du Royal Captain, vaisseau de la Compagnie anglaise des Indes orientales, coulé le 17 décembre 1773 au large de l’île de Palawan, Philippines.
- 1999 : découverte et fouille de la jonque Española  (vers 1490) par trente mètres de fond en face de l’île de Palawan, Philippines.
- 2000 : fouille de sauvetage d’une jonque (vers 1490), Santa Cruz, par trente-cinq mètres de fond.
- 2002 : découverte et fouille de l’Adelaide, vaisseau de la « traite » de 1714 sur la côte de Cuba.
- 2003 - à ce jour : les missions de prospections sous-marines sont poursuivies à l’aide de nouveaux appareils de détection géophysique afin d'approfondir des « pistes » de recherches, guidées par des indications textuelles et les découvertes archéologiques des années précédentes.

## Musées et expositions
Les objets découverts au cours des fouilles dirigées par Franck Goddio ont enrichi les collections nationales des pays où les fouilles ont eu lieu : musée national des Philippines, Grand Musée égyptien (GEM), musée de la Bibliotheca Alexandrina, musée national d'Alexandrie. Les Philippines pratiquant la rétrocession d'objets, les objets rétrocédés ont soit fait l'objet de donations : museo naval de Madrid , musée national des arts asiatiques-Guimet, musée national de la Marine (collection actuellement exposée sur le site du musée national de la Marine de Port Louis), soit participent à des expositions.

### Le trésor duSan Diego
Exposition des vestiges du galion espagnol ainsi que présentation du travail des équipes, composée d’archivistes, ingénieurs, plongeurs, archéologues, scientifiques renommés, dessinateurs, photographes et cinéastes : Paris, Grande halle de la Villette (15 septembre 1994 - 15 janvier 1995), Madrid (mai 1995 - octobre 1995), New York (novembre 1996 - février 1997), Berlin (juin - octobre 1997), Manille (février - avril 1998).

### Trésors engloutis d'Égypte
Une sélection de près de 500 artefacts parmi les plus beaux et des plus importants sur le plan historique, exhumés au cours des fouilles en baie d'Aboukir et dans le port est d'Alexandrie sont présentés dans une exposition itinérante à Berlin (avril-septembre 2006), Paris (décembre 2006-mars 2007), Bonn (avril 2007-janvier 2008), Madrid (avril-décembre 2008), Turin (février-mai 2009) et Yokohama au Japon (juin-septembre 2009).

### Cleopatra, The Search for the Last Queen of Egypt
Les objets des trésors engloutis d'Égypte en rapport avec les Ptolémées participent à une nouvelle exposition présentée dans les grandes métropoles d'Amérique du Nord. Philadelphie, PA (5 juin 2010 - 2 janvier 2011); Cincinnati, OH (18 février - 10 septembre 2011); Milwaukee (WI) (14 oct. 2011 - 15 april 2012); Los Angeles (CA) - (23 mai 2012 - 31 décembre 2012).

### «Osiris, Mystères engloutis d'Égypte»
Plus de 290 pièces, provenant pour leur majeure partie des fouilles sous-marines récentes de l’IEASM et de Franck Goddio dans la baie d'Aboukir ont été présentées du 7 septembre 2015 au 6 mars 2016 dans l'exposition temporaire, « Osiris, Mystère engloutis d'Égypte »,, à l'Institut du monde arabe à Paris. Une quarantaine de chefs-d’œuvre issues des musées du Caire et d’Alexandrie les complétaient — des pièces rares, encore jamais vues en France et dont certaines sortent d’Égypte pour la première fois.

### Sunken cities, Egypt's lost worlds
L'exposition « Osiris, Mystères engloutis d'Égypte » a été présentée au British Museum dans une version complétée par quelques pièces du British Museum du 19 mai au 27 novembre 2016 sous le titre Sunken cities, Egypt's lost worlds. Le catalogue de l'exposition a été sélectionné pour la liste des livres de l'année du supplément littéraire du Times (TLS),. L'exposition a ensuite été installée à Zurich au Musée Rietberg (février-juillet 2017); à Saint Louis (M0, USA) au Saint Louis Art Museum (mars-septembre 2018) ; à Minneapolis (MN, USA) au Minneapolis Institute of Art (novembre 2018-avril 2019); à Simi Valley (CA, USA) à la Ronald Reagan Presidential Library and Museum (Oct. 2018-April 2019) et au Virginia Museum of fine arts (VA, USA) à Richmond (July 2020-January 2021).

## Publications
Égypte
- A. et E. Bernand,  Jean Yoyotte, Zsolt Kiss,et al., Alexandrie, les quartiers royaux submergés, Londres, 1998,  (ISBN 1-902699-01-7) ;
- André Bernand, Franck Goddio L’Égypte engloutie, Alexandrie,  Paris, 2002,  (ISBN 2-84567-106-7) ;
- Franck Goddio " Trésors engloutis. Journal de bord d'un archéologue " avec la collaboration d'Hélène Constanty, Éditions du Chêne, Paris, 2003
- J. Yoyotte, F. Goddio, D. Fabre et al. Trésors engloutis d'Égypte, catalogue de l'exposition, Paris, 2007,  (ISBN 2-02-091265-1) ;
- Franck Goddio, Underwater Archaeology in the Canopic Region: Topography and Excavations, OCMA, Institute of Archaeology, University of Oxford, 2007,  (ISBN 978-0-954962739) ;
- Zahi Hawass, Franck Goddio, Cleopatra, The Search for the last Queen of Egypt, National Geographic, 2010,  (ISBN 978-1-426207518) ;
- Franck Goddio et David Fabre, Osiris, Mystères engloutis d'Égypte, Paris, 2015  (ISBN 978-2-0813-6664-0) ;
- Franck Goddio and Damian Robinson (Eds.), Thonis-Heracleion in context, Oxford Centre for Maritime Archaeology, Oxford 2015,  (ISBN 978-1-9059-05331) ;
- Franck Goddio and Aurélia Masson-Berghoff, Sunken cities, Egypt's lost worlds, Thames & Hudson in cooperation with the British Museum, 2016,  (ISBN 978-0500-29237-2) ;
- Sylvie Cauville and Franck Goddio, De la Stèle du Satrape (ligne14-15) au temple de Kom Ombo, in Göttinger Miszellen, Beiträge zur ägyptologischen Diskussion (Helft 253/2017, N° 950), p. 45-54.
- F. Goddio, S. von Bomhard, C. Grataloup, Thônis-Héracleion : Mémoire et Reflets de l'Histoire Saïte, JEA 2020, Vol. 106, 171-186

Jonques et navires
- Le San Diego, un trésor sous la mer, avec Jean-Paul Desroches, Franck Goddio, Michel L'Hour, Marie-France Dupoizat, Pierre Pourvoyeur, AFAA, RMN Paris, 1994,  (ISBN 2-7118-3135-3) ;
- Griffin, une rencontre avec l’histoire, avec Evelyne Jay Guyot de Saint Michel. Londres, 1999,  (ISBN 1-902699-03-3) ;
- L’étrange voyage de la jonque Lena, avec Monique Crick, Stacey Pearson, Peter Lan, Londres, 2002,  (ISBN 1-902699-36-X).

et de nombreux rapports de mission.

## Filmographie
- National Geographic Drain Egypt's Sunken City, USA, May 2020
- CNN The Wonder List with Bill Weir, October 2017
- CNN Inside Africa, CNN International, June 2018
- BBC: Swallowed by the Sea - Ancient Egypt's Greatest Lost City : documentaire produit par STV, octobre 2014
- ARTE : Cités englouties, Thônis-Héracleion en Égypte, documentaire réalisé par Hofrichter-Jacobs, mai 2013
- Le trésor du San Diego : documentaire produit par TF1 ;
- Série de documentaires produit par Discovery Channel et diffusé dans le monde entier :
  - Alexandrie, la cité engloutie ;
  - Aboukir ou le rêve brisé de Bonaparte ;
  - L’or blanc du Royal Captain ;
  - Alexandrie, le mystère d’une disparition ;
- Dans le sillage des jonques : documentaire produit par Point du Jour et France 5. Prix du Patrimoine Maritime, Festival international du film maritime, d'exploration et d'environnement, Toulon 2004 ;
- En partenariat avec Spiegel TV (Allemagne) :
  - China’s Erben – Handelskrieg auf hoher See (L’héritage chinois – guerre commerciale en haute mer) : documentaire produit par Spiegel TV, diffusé en Allemagne par ZDF, septembre 2004 ;
  - Entdecker am Meeres Grund (Découvreur des fonds marins) : documentaire sur l’exposition Trésors engloutis d'Égypte, les fouilles, la restauration des objets, la création et le montage de l’exposition.
- DVD de l'exposition « Trésors engloutis d'Égypte » spécifique pour chaque exposition :
  - Franck Goddio : Auf den Spuren versunkener Schätze, Spiegel TV,  (ISBN 3-937901-24-8) ;
  - Trésors engloutis d’Égypte, Point du Jour/Naïve, coproduction, avec Spiegel TV, France 5 et France 3,  (EAN 3-298490920-24-4) ;
  - Tesoros sumergidos de Egipto, Spiegel TV,  (EAN 4-260061-850297).